# Champagnac (Charente-Maritime)
Champagnac é uma comuna francesa na região administrativa da Nova Aquitânia, no departamento de Charente-Maritime. Estende-se por uma área de 12,89 km². Em 2010 a comuna tinha 535 habitantes (densidade: 41,5 hab./km²).